# Dietrich von Gemmingen (1526–1587)
Dietrich von Gemmingen (* 1526; † 2. Januar 1587) hatte Besitz in Gemmingen, Filseck und Weilerberg. Er war Direktor des Ritterkantons Kraichgau.

## Leben

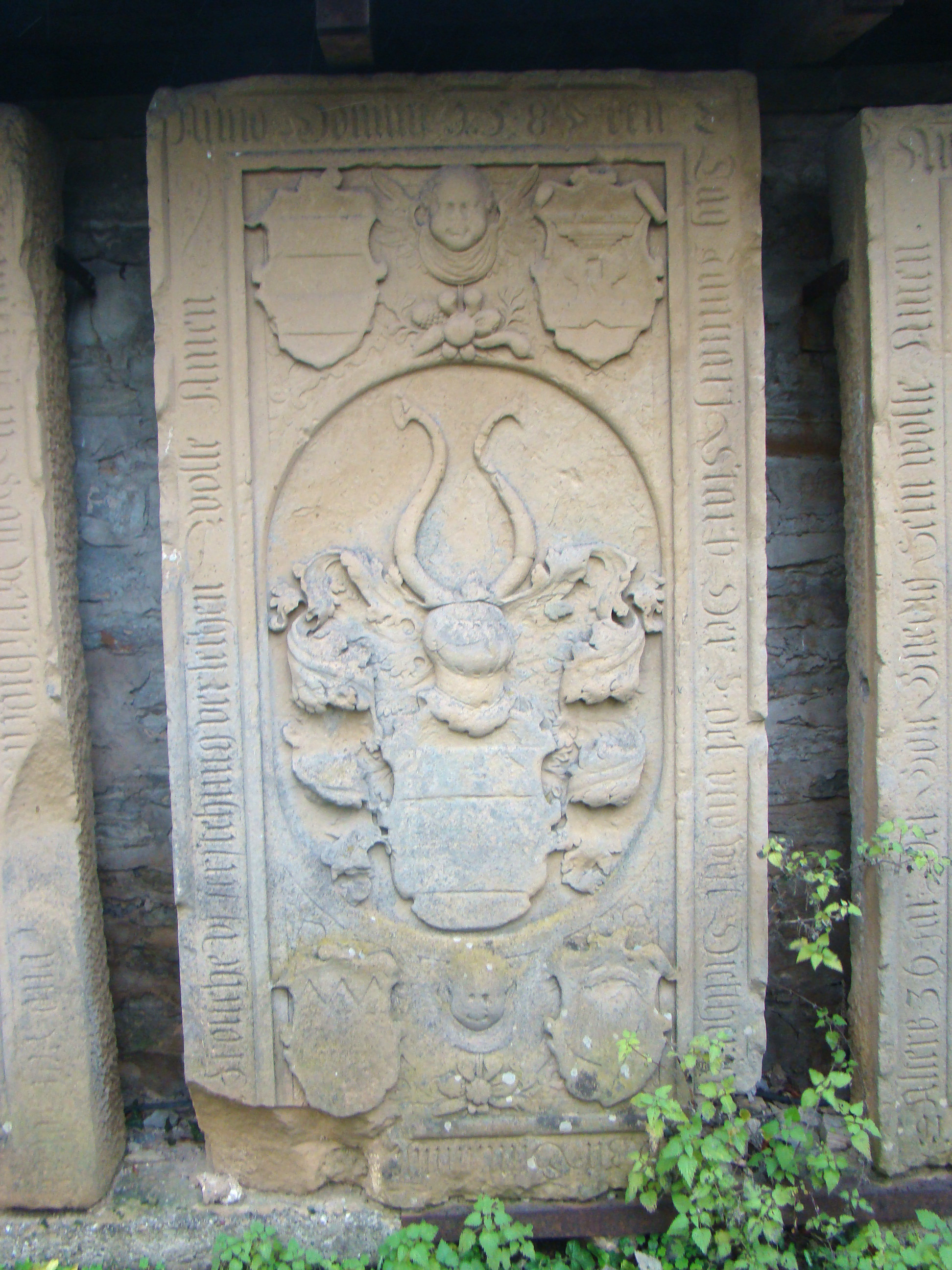
Grabplatte des Dietrich von Gemmingen († 1587) beim Unterschloss in Gemmingen. Mittig sein Wappen, oben die Wappen der Eltern (Gemmingen-Marschalk von Ostheim)

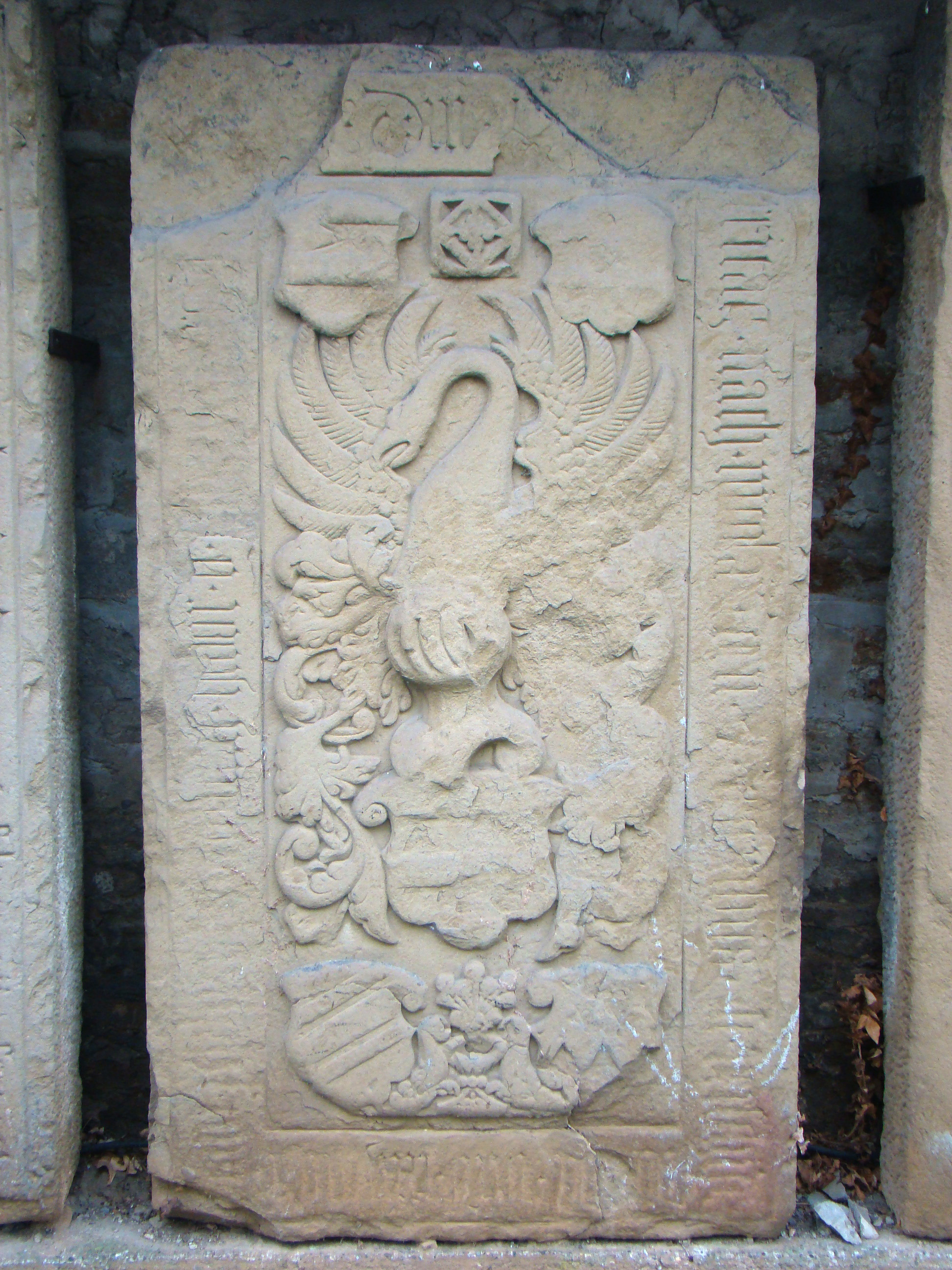
Grabplatte von Dierichs erster Frau Philippina von Schwartzberg († 1554) beim Unterschloss in Gemmingen

Er war ein Sohn des Wolf von Gemmingen († 1555) und der Anna Marschalk von Ostheim († 1569). Seine Lehrer waren die Pfarrherren Franciscus Irenicus und Wolfgang Busius in Gemmingen. Später kam er an den Hof von Pfalz-Zweibrücken und wurde Direktor des Ritterkantons Kraichgau. 
Gemeinsam mit seinem beim Tod des Vaters noch minderjährigen Bruder Pleikard (1536–1594) erbte er den Besitz des Vaters. Die Brüder teilten das Erbe später auf, wodurch Dietrich Gemmingen mit Zugehör erhielt. Er erwarb 1573 außerdem von Balthasar Moser von Filseck und Weilerberg Gut und Schloss Filseck und Weilerberg im Oberamt Göppingen, das seine Erben 1596 wieder verkauften.
Er wurde in der alten Kirche von Gemmingen begraben, seine Grabplatte ist im Garten des Gemminger Unterschlosses erhalten.

## Familie
Er war in erster Ehe ab 1547 verheiratet mit Philippina von Schwartzberg († 1554), nach ihrem Tod heiratete er 1556 Anna von Neipperg (1534–1581). Mit beiden Frauen hatte er insgesamt 17 Kinder.
Nachkommen:
- Johann (1549–1599) ⚭ Anna Heidin von Hohenburg († 1601)
- Wolf Dietrich (1550–1595) ⚭ Maria von Gemmingen-Bürg († 1609)
- Eberhardt (1551–1612) ⚭ Maria von Angelloch
- Rosina (1552–1587)
- Philipp Ludwig (* 1557, starb ledig)
- Anna Magdalena (* 1559) ⚭ G. Ch. von Venningen
- Sibylla (1560–1622)
- Maria (1561–1614)
- Anna Elisabetha (* 1562) ⚭ H. Gebhard von Zyllnhardt
- Hans Pleikard (1563–1597)
- Dorothea (1564–1597) ⚭ Raban von Liebenstein
- Ludwig (* 1565) ⚭ Sibylla von Zandt, Rosina von Gemmingen-Steinegg
- Agathe (* 1566) ⚭ Kaspar von Stetten zu Kocherstetten
- Christoph (1567–1608) ⚭ Katharina von Ow († 1627)
- Philippa Jacobe (* 1569) ⚭ Ch. von Venningen
- Katharina (1570–1597) ⚭ Georg Jost von Fechenbach
- Johann Friedrich (1571–1588)